# Münsterlands
Münsterlands is een Nedersaksisch dialect dat in het Münsterland wordt gesproken. Het taalgebied van het Münsterlands begint bij de Nederlandse grens en loopt ongeveer tot aan de stad Hamm. Westelijker wordt een ander dialect, het West-Münsterlands, gesproken.
Het Münsterlands behoort tot het Westfaals. Het dialect wordt, net als andere Westfaalse dialecten, gekenmerkt door diftongering (Westfaalse breking).

## Voorbeelden

### Zinnetjes
Münsterlands: „Well A segg, mott auk B seggen“ (Wie a zegt, moet ook B zeggen).
Hoogduits: „Wer A sagt, muss auch B sagen“.
Münsterlands: „De Appel föllt nich wid van'n Stamm“ (De appel valt niet ver van de boom).
Hoogduits: „Der Apfel fällt nicht weit vom Stamm“.

### Gedicht
Trü Westfaolen
Mien trutzig trü Westfaolenland, du büs mi leiw un Wääd, so wied auk Guodes Sunne schint, häb ik kien Land so ärt.
Wao mi de Moder lärde fromm `n hillig trüen Sang, dao denk ik dran in Lust un Leid mien ganzet Liäwen lang.
Wal güllengiäl  de Äören lacht un ik de Leiwste fand, uut Hertsgrund: Good segne di, mien trü Westfaolenland!
Un slöt de leste Stunne mi, läg ik de Hand up Hiärt: 
Begriäwt mi in Westfaolenland dat is mien letst Gebäd.
Dän russt, de hogen Eken wild, de Stürme brust met macht! Niëm, raude  Erde, dienen Suon, laiw Hemaot, guëte Nacht
Karl Prümer (* 23.05.1846  + 26.01.1933)